# Ohene Kennedy
Ohene Kennedy (Accra, 28 aprile 1973) è un ex calciatore ghanese, di ruolo attaccante.

## Carriera

### Club
Ha giocato nel campionato ghanese, saudita, turco e bengalese.

### Nazionale
Con la maglia della Nazionale ha esordito nel 1994 ed è stato convocato per le Olimpiadi del 1996 e la Coppa d'Africa del 2000.